# Gnaeus Octavius Rufus
Gnaeus Octavius Rufus war ein römischer Politiker des 3. Jahrhunderts v. Chr.
Als erster seiner Familie, der plebejischen gens Octavia, erlangte er ein Amt im cursus honorum. Er war, wohl um 230 v. Chr. (vielleicht schon um 254 v. Chr.), Quästor.
Sein Sohn Gnaeus Octavius, der 205 v. Chr. Prätor war, begründete einen Zweig der Familie, der im 2. und 1. Jahrhundert zahlreiche Konsuln stellte. Ein weiterer Sohn, Gaius Octavius (Militärtribun 205 v. Chr.), war der Ururgroßvater des späteren Kaisers Augustus.
| Personendaten    | Personendaten                                      |
| ---------------- | -------------------------------------------------- |
| NAME             | Octavius Rufus, Gnaeus                             |
| ALTERNATIVNAMEN  | Rufus, Gnaeus Octavius                             |
| KURZBESCHREIBUNG | römischer Politiker, Quästor wohl 230 v. Chr.      |
| GEBURTSDATUM     | 3. Jahrhundert v. Chr.                             |
| STERBEDATUM      | 3. Jahrhundert v. Chr. oder 2. Jahrhundert v. Chr. |